# 小溪河站
小溪河站是一个京沪线上的铁路车站，位于安徽省凤阳县小溪河镇燃灯社区。车站原址位于小溪河村，建于1909年，开通于1911年。1948年淮海战役期间解放军将小溪河站的线路拆毁。1956年修建津浦铁路复线时在燃灯新建燃灯站，1976年原小溪河站关闭，同时燃灯站改名小溪河站。小溪河目前为四等站，设有2条正线和3条到发线（其中1条到发线曾经为货物线），目前不办理客货运业务。